# Касабьян, Степан Сергеевич
Степан Сергеевич (Саркисович) Касабьян  (24 июня 1911 — 8 января 1979) — патологоанатом, доктор медицинских наук, профессор (1952).

## Биография
Степан Сергеевич (Саркисович) Касабьян родился 24 июня 1911 года[по какому календарю?] в г. Артвине в семье ремесленников.
В 1937 году окончил Кубанский мединститут (ныне Кубанский государственный медицинский университет) с отличием. По окончании института учился в аспирантуре на кафедре патологической анатомии (1937–1939).
В 1943 году защитил кандидатскую диссертацию на тему «К химическим и морфологическим параллелям гликогена печени при патологических состояниях человека». В 1951 году защитил докторскую – на тему «Материалы по гистохимии гликогена в опухолях нервной системы» (научные консультанты: член-корреспондент АМН СССР профессор Л. О. Смирнов и профессор А. Л. Шабадаш).
Место работы: ассистент кафедры патологической анатомии Кубанского медицинского института (1939–1948); преподаватель зубоврачебной школы и прозектор 2-й городской больницы города Краснодара (1943); профессор (1952), зав. кафедрой патологической анатомии Дагестанского медицинского института (1948–1965); зам. директора по научно-учебной работе Дагестанского медицинского института (1956–1958); зав. кафедрой патологической анатомии Волгоградского медицинского института (1965–1978, ныне Волгоградский государственный медицинский университет); проректор по научной работе Волгоградского медицинского института (1965–1969).
Область научных интересов: гистохимические методы исследования в патоморфологии, морфогистохимия бластоматозного и регенераторного процессов, сердечно-сосудистых заболеваний, эндемического зоба, экспериментального ревматизма; патологическая анатомия малярии, бациллярной дизентерии, амебиаза, эхинококкоза и др.
Под руководством Касабьяна было выполнено и защищено 14 докторских и 37 кандидатских диссертаций;
С. С. Касабьян является автором более 160 научных работ, в том числе многотомного руководства по патологической анатомии и 3 кафедральных тематических сборников «Некоторые вопросы гистохимии в патоморфологии» (1968, 1970) и «Гистохимия предопухолевых состояний и опухолей» (1978).
В разное время был членом правления Всесоюзного общества патологоанатомов, редактором журнала «Архив патологии», главным патологоанатом Дагестанской АССР, председателем Волгоградского научного общества патологоанатомов.
Отличительная черта: Целеустремленность, работоспособность, скромность, доброжелательность.
Интересы, хобби: Путешествия.
Был женат на Варваре Григорьевне Зембильготовой. Их дети: Елена, Ирина.
Скончался 8 января 1979 года в Волгограде на 68-м году жизни от инфаркта миокарда. Похоронен на Центральном кладбище г. Волгограда.

## Награды и звания
- Заслуженный деятель науки Дагестанской АССР (1957);
- Медаль «За доблестный труд».